# گوشه‌گیر نوک‌اره‌ای
گوشه‌گیر نوک‌اره‌ای (نام علمی: Ramphodon naevius) نام یک گونه از تیره مگس‌مرغ است.